# Joan Prather
Joan Prather (Dallas, 17 de octubre de 1950) es una actriz estadounidense, reconocida principalmente por su papel en la serie de televisión Eight Is Enough.

## Biografía
Prather nació en Dallas, Texas, y se graduó en la secundaria Highland Park. Sus créditos cinematográficos incluyen películas como The Single Girls (1974), Big Bad Mama (1974), The Devil's Rain (1975), Smile (1975), Rabbit Test (1978) y Take This Job and Shove It (1981). Durante su carrera apareció en series de televisión como Executive Suite, Eight Is Enough, CHiPs, Fantasy Island y Battle of the Network Stars.
Mientras se encontraba en el set de filmación de la película The Devil's Rain, Prather le habló acerca de la cienciología al actor John Travolta. En efecto, Travolta acogió este estilo de vida y lo practica desde entonces.